# Rastlinojedec
Rastlinojedci (s tujko herbivori) so v širšem pomenu besede organizmi, ki se prehranjujejo izključno z avtotrofnimi organizmi, kot so rastline, alge in fotosintetizirajoče bakterije. Ta definicija poleg rastlinojedih živali vključuje tudi mnoge glive, bakterije in protiste, pa tudi nekatere rastline, ki se prehranjujejo z avtotrofi. V splošnem se za te organizme uporablja izraz primarni porabniki. V vsakdanji rabi pa izraz rastlinojedci uporabljamo le za rastlinojede živali. Glive, bakterije in zajedavske rastline, ki napadajo žive avtotrofe, klasificiramo kot zajedavce, saprotrofi pa so organizmi, ki se prehranjujejo z mrtvim organskim materialom.
Rastlinojedci imajo metabolne in anatomske prilagoditve, ki jim omogočajo izkoriščati energijo, shranjeno v rastlinskih tkivih. Kot taki predstavljajo pomemben vmesni člen med rastlinami in sekundarnimi porabniki ter drugimi organizmi v prehranjevalni verigi, s tem pa tudi omogočajo kroženje energije v ekosistemu. Poleg tega predstavljajo omejujoč dejavnik za rast in razmnoževanje rastlin. Pri rastlinah so se tako razvile mnoge prilagoditve, ki odganjajo rastlinojedce, kot so mehansko odporna in neužitna zunanja plast (kutikula), strupene snovi ter snovi, ki privabljajo naravne sovražnike rastlinojedcev. Slednji pa so razvili prilagoditve, ki jim omogočajo zaobiti rastlinsko zaščito. Proces evolucije rastlin in koevolucije rastlinojedcev si lahko predstavljamo kot »oboroževalno tekmo«.
V drugih primerih rastline spodbujajo herbivorijo. Eden od njih je proizvodnja nektarja, s katerim se prehranjujejo čebele in ob tem pomagajo pri opraševanju rastlin.